# Kulula
Kulula – południowoafrykańska tania linia lotnicza z siedzibą w Johannesburgu. Głównym hubem był port lotniczy Johannesburg.
Agencja ratingowa Skytrax przyznała linii trzy gwiazdki.
Co najmniej dwie maszyny linii Boeingi 737, o rejestracjach OK-PIK oraz ZS-ZWP zostały pomalowane. Namalowano napisy „Flying 101”, na których umieszczono zabawne adnotacje dotyczące poszczególnych elementów maszyny. Malowanie to stało się powodem określenia przez internautów Kulula „Najzabawniejszą linią lotniczą na świecie”.
Linia Kulula zawiesiła wszystkie loty z dniem 1 czerwca 2022.

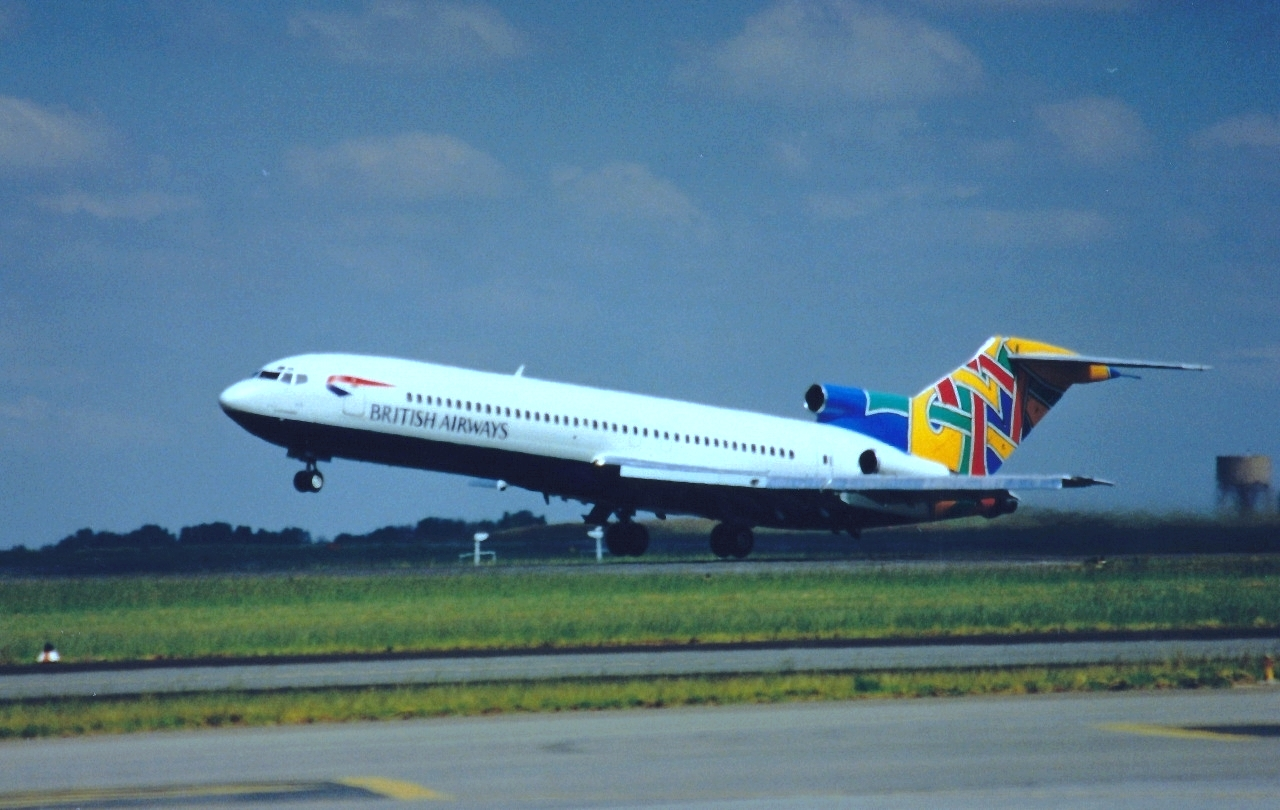
Boeing 727 Samoloty latały na trasach British Airways
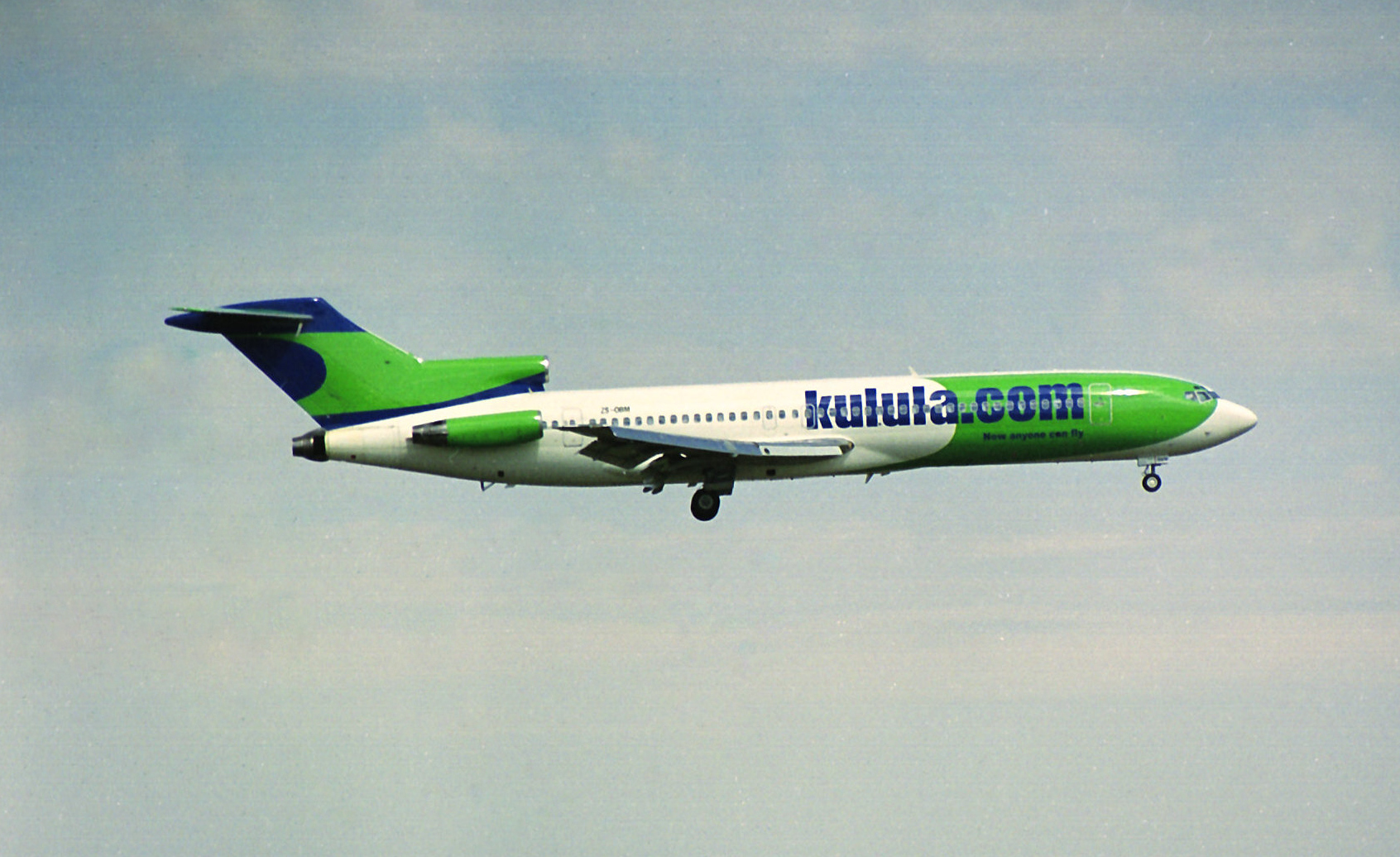
Inny B 727 z własnym logo linii
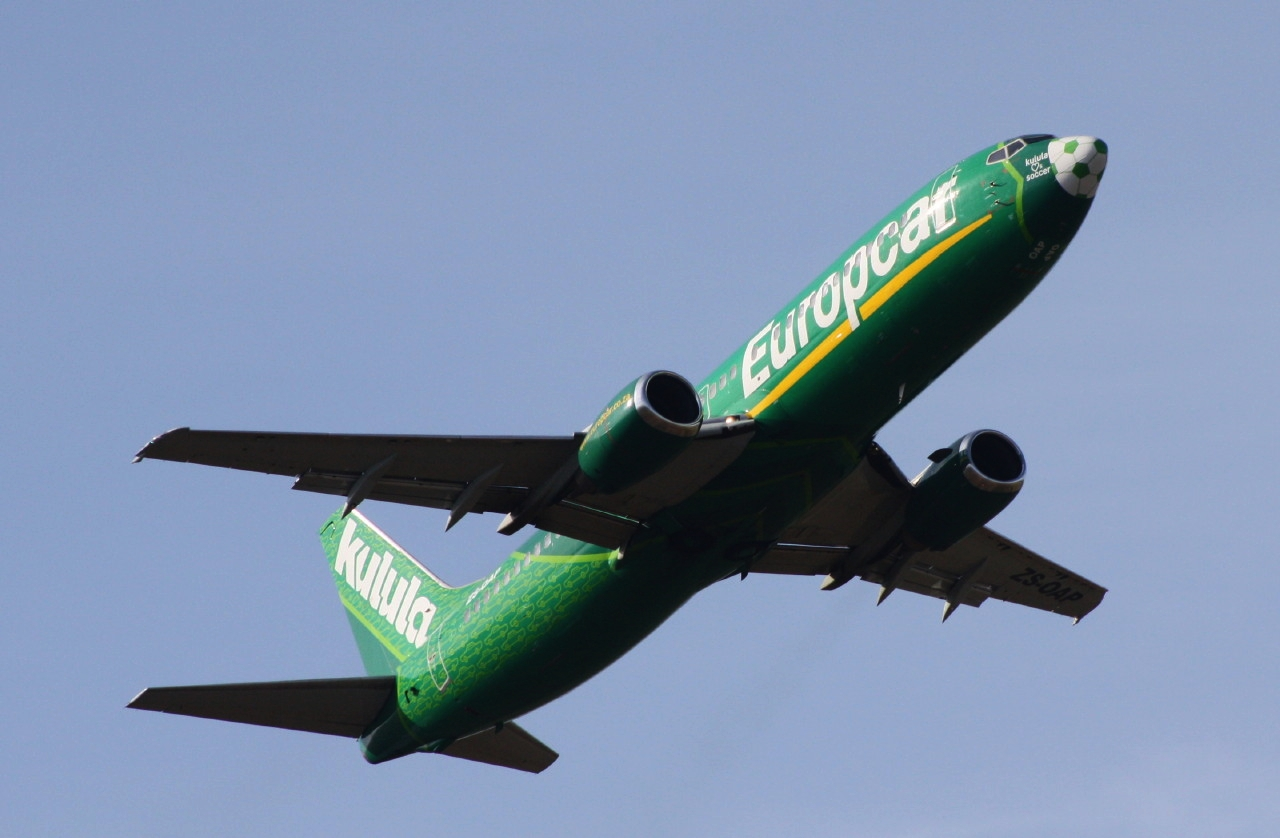
B 737
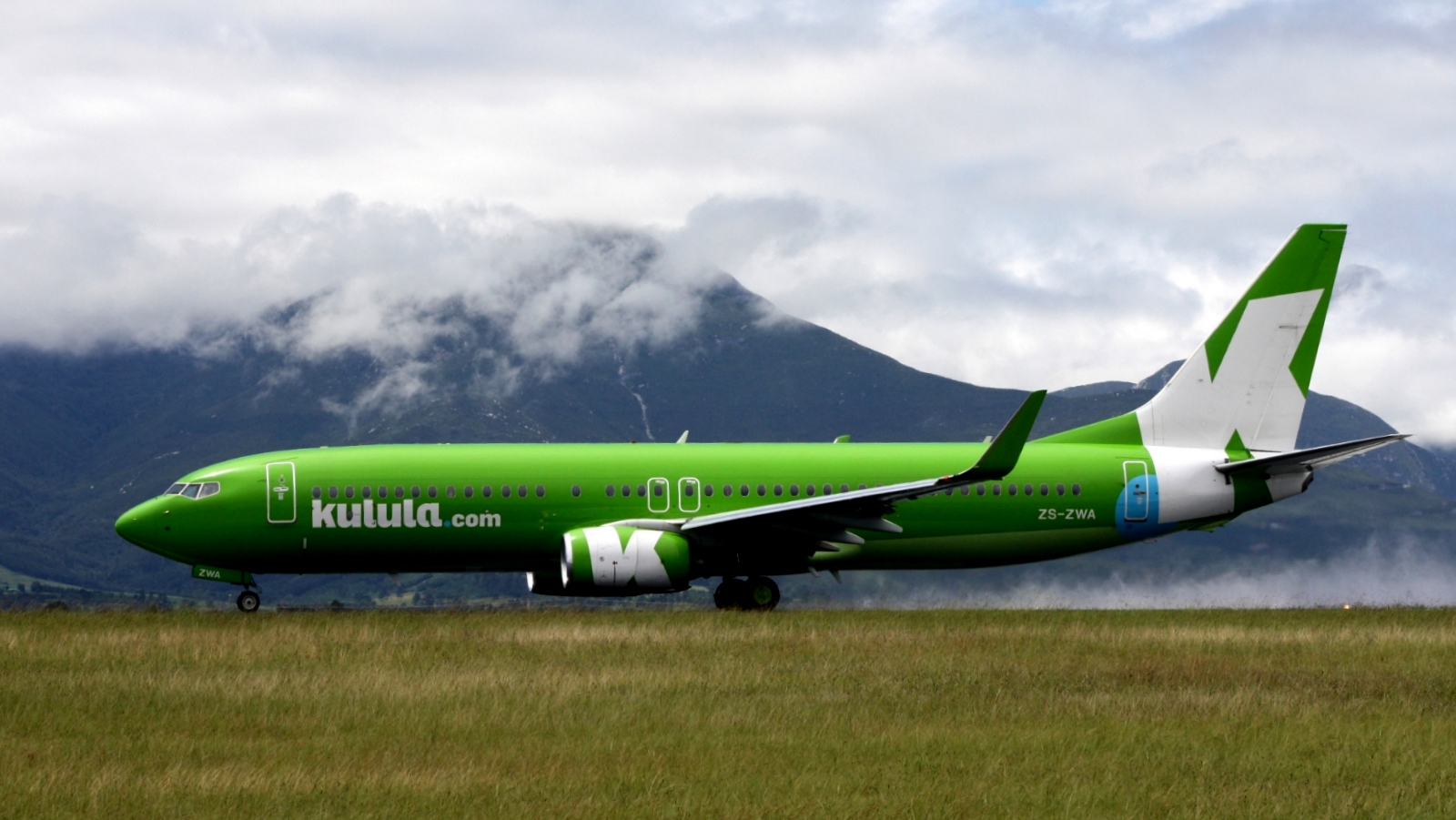
B 737-800
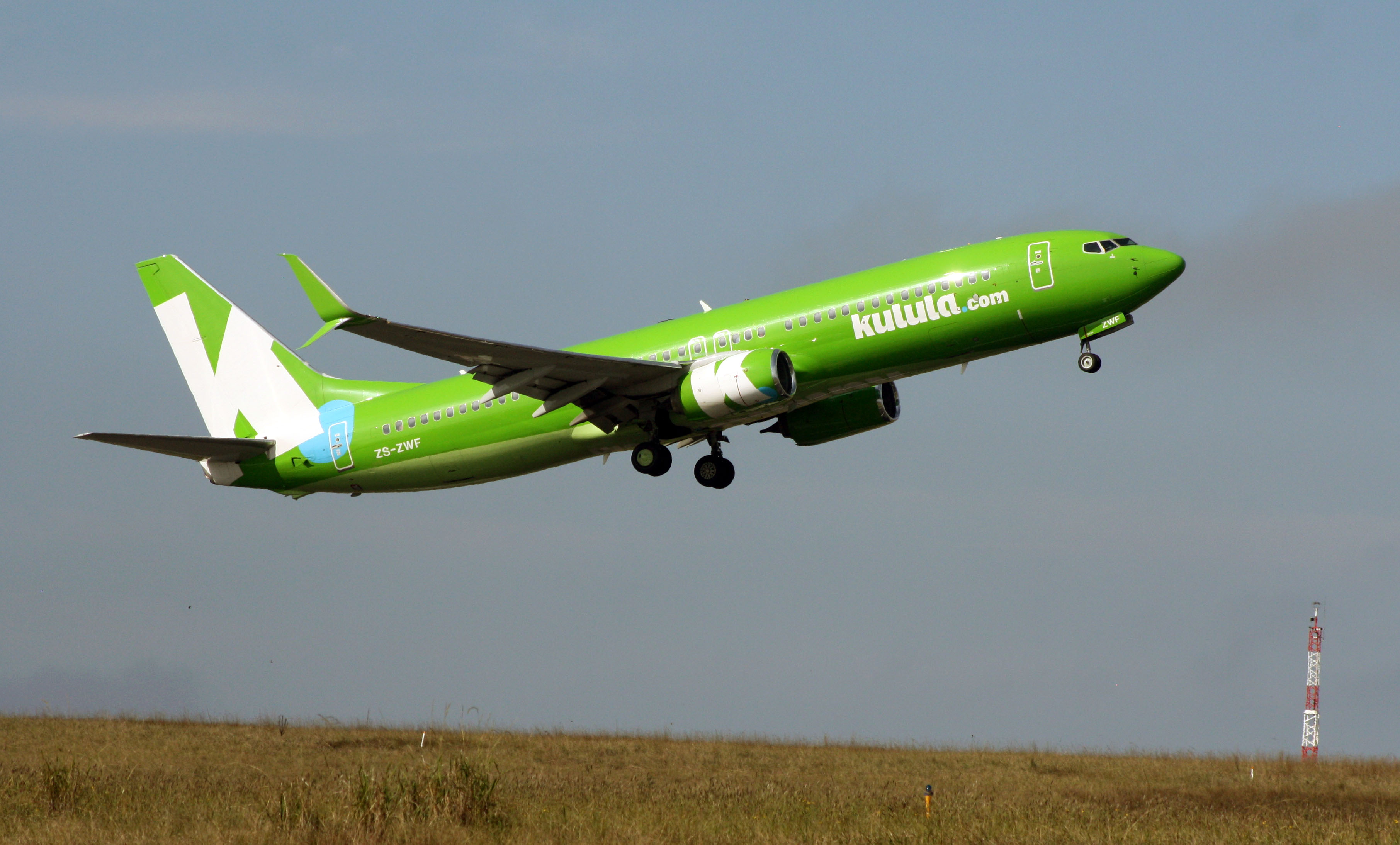